# Đức Lưu
Đức Lưu (sinh ngày 3 tháng 7 năm 1939) là một nữ diễn viên sân khấu, diễn viên điện ảnh Việt Nam, nguyên Chủ tịch Hội nghệ sĩ sân khấu Hà Nội. Bà thường được biết đến với vai Thị Nở trong bộ phim Làng Vũ Đại ngày ấy và được nhà nước VIệt Nam phong tặng danh hiệu Nghệ sĩ ưu tú vào năm 2012.

## Cuộc đời
Đức Lưu, bí danh Anh Linh, tên đầy đủ là Nguyễn Thị Đức Lưu, sinh ngày 3 tháng 7 năm 1939 tại thị trấn Tây Đằng, phủ Quảng Oai, huyện Ba Vì, tỉnh Hà Tây. Cha bà từng là Chánh án Tòa án nhân dân Nam Định, mẹ bà là con gái của một quan huyện ở tỉnh Hải Dương. Khoảng đầu thập niên 50, bà gia nhập đoàn văn công của Trung đoàn Công binh 151 (nay là Lữ đoàn Công binh 229) đi biểu diễn phục vụ quân đội khắp chiến trường Trường Sơn. Năm 1954, bà theo Trung đoàn về tiếp quản Hà Nội.
Năm 1959, sau khi Trường Điện ảnh Việt Nam thành lập, bà là một trong những thành viên của lớp diễn viên điện ảnh khóa 1 cùng với Lịch Du, Trà Giang, Phi Nga và tốt nghiệp vào năm 1962. Trong khi đang theo học tại trường điện ảnh thì bà đã tham gia bộ phim Cô gái công trường do Nguyễn Tiến Lợi đạo diễn. Đây là bộ phim truyện thứ 2 của điện ảnh cách mạng Việt Nam, sau Chung một dòng sông.
Năm 1963, bà nhận một vai trong vở kịch sân khấu Trung phong chết trước lúc bình minh của đạo diễn Phạm Văn Khoa. Đến năm 1982, đạo diễn này đã mời bà vào vai Thị Nở, một trong những vai chính của bộ phim Làng Vũ Đại ngày ấy. Đây là 1 trong 3 bộ phim giúp đạo diễn Phạm Văn Khoa nhận được Giải thưởng Nhà nước về Văn học Nghệ thuật. Bà cho biết, trong suốt thời gian quay phim, bà thường xuyên phải đeo hàm răng giả, nhét hai cục bông vào hai bên má để tạo hình diễn viên được chân thực nhất. Đây là vai diễn ghi dấu ấn nhất trong sự nghiệp điện ảnh của bà, cũng từ đó mà nhiều khán giả dùng "Thị Nở" để gọi bà thay cho "Đức Lưu". Tuy nhiên, cũng vì sức ảnh hưởng của vai diễn và bộ phim mà gia đình bà đã chịu nhiều xáo trộn, trong đó con trai út của bà không dám đi học trong thời gian dài.
Vì cái bóng quá lớn của vai diễn Thị Nở mà bà từ bỏ sự nghiệp điện ảnh của mình, chuyên công tác về làm công tác đối ngoại ở Thành ủy Hà Nội. Năm 1996, bà cùng đồng nghiệp thành lập trường Đại học Công nghệ và Kinh doanh Hà Nội. Bà tham gia công tác quản lý trường cho đến những năm 2010. Khi đạo diễn Đặng Nhật Minh thực hiện bộ phim Đừng đốt, bà đã gặp đạo diễn và mong muốn vào vai mẹ Đặng Thùy Trâm. Tuy nhiên trước khi bộ phim bấm máy, chồng bà bị đột quỵ, bà phải dành tất cả thời gian để chăm sóc ông. Đến nay, bà chỉ đóng 2 phim điện ảnh trong suốt sự nghiệp của mình.

## Tác phẩm
| Năm  | Tên phim            | Vai diễn | Đạo diễn             | Nguồn         |
| ---- | ------------------- | -------- | -------------------- | ------------- |
| 1960 | Cô gái công trường  | Mận      | NSƯT Nguyễn Tiến Lợi | [ 13 ] [ 14 ] |
| 1982 | Làng Vũ Đại ngày ấy | Thị Nở   | NSND Phạm Văn Khoa   | [ 15 ] [ 16 ] |

## Đời tư
Trước khi tham gia bộ phim Làng Vũ Đại ngày ấy, Đức Lưu từng có một mối tình với nhà thơ Chính Hữu. Cả hai quen nhau khi Đức Lưu ngoài 20, vừa chuyển công tác từ Đoàn văn công Trung đoàn 151 thuộc Bộ Tư lệnh Công binh về Đoàn ca múa II thuộc Tổng cục Chính trị, nơi Chính Hữu làm đoàn trưởng. Mối tình của cả hai kéo dài 5 năm, từng bàn đến chuyện kết hôn nhưng cuối cùng lại chia tay. Sau khi kết thúc mối tình 5 năm, bà đăng ký lớp học tiếng Anh buổi tối tại Trường Đại học Tổng hợp Hà Nội. Tại đây, bà đã gặp chồng bà sau này là nhà khoa học, giáo sư, tiến sĩ Trần Hạ Phương lúc đó là cán bộ dạy tại trường. Cả hai kết hôn vào ngày 20 tháng 11 năm 1962 và có với nhau 2 người con trai. Con trai cả của ông bà là Trần Duy Phương sinh năm 1965, nguyên Tổng biên tập Báo Lao động. Con trai thứ là Trần Nhật Minh sinh năm 1977. Khoảng năm 2007, Trần Hạ Phương bị tai biến và nằm liệt giường, sau 5 năm thì qua đời.